# Hermann Krukenberg
Hermann Krukenberg (Calbe, 21 giugno 1863 – Wernigerode, 3 ottobre 1935) è stato un chirurgo tedesco.

## Biografia
Fratello del patologo Friedrich Ernst Krukenberg (1871-1946).
Krukenberg studiò medicina presso le università di Bonn, Strasburgo e Heidelberg. Successivamente fu assistente chirurgico di Friedrich Trendelenburg (1844-1924) a Bonn e di Max Schede (1844-1902) all'ospedale Eppendorf di Amburgo. Nel 1892 divenne direttore di una clinica privata a Halle an der Saale e nel 1899 fu capo chirurgo dell'ospedale municipale di Liegnitz. Durante la prima guerra mondiale prestò servizio come chirurgo.
Nel 1917 sviluppò un'operazione nota oggi come "procedura di Krukenberg".